# Saison 1933-1934 du FC Mulhouse
Chronologie
Saison précédente Saison suivante
La saison 1933-1934 du Football Club de Mulhouse, ou FC Mulhouse, est la première saison que le club mulhousien dispute en deuxième division.
Le FCM participe donc à la première édition du Championnat de France de football D2, ainsi qu'à la 17e édition de la Coupe de France.

## Résumé de la saison

### Championnat de France de football de Division 2 Poule Nord
Mulhouse termine troisième, avec 31 points et un bilan de 14 victoires, trois nuls, et sept défaites. Il a marqué 58 buts et en a encaissé 39, et a la quatrième attaque du championnat.

### Coupe de France de football
Les trente-deuxième de finale opposent le club à l'ES Bully-les-Mines, lors d'un match joué le 10 décembre 1933 à Mulhouse. Les Mulhousiens s'imposent sur le score de trois buts à un. 
Pour les seizièmes de finale, tenus le dimanche 7 janvier 1934 à Troyes, où Mulhouse affronte le Stade d'Enghien-Ermont, c'est avec une victoire et une qualification qu'ils reviennent en Alsace, victoire serrée trois buts à deux.
En raison de l'élimination du RC Strasbourg et du FC Saint-Louis, le FCM est le dernier club alsacien en lice dans la compétition. Lors des huitièmes de finale, Mulhouse se déplace à Lyon, le dimanche 4 février 1934 où il affronte l'Olympique de Marseille, alors en Division 1. Le tombeur de l'US Cazérienne par quatorze buts à un lors des trente-deuxième de finale bat sans surprise les Fécémistes sur le score de deux buts à un et les élimine de la compétition.

## Classement final
| Rang | Équipe                     | Pts     | J       | G       | N       | P       | Bp      | Bc      | GA      |
| --- | -------------------------- | ------- | ------- | ------- | ------- | ------- | ------- | ------- | ------- |
| 1 | Red Star Olympique R       | 35      | 24      | 15      | 5       | 4       | 71      | 37      | 1,919   |
| 2 | FC rouennais               | 35      | 24      | 15      | 5       | 4       | 85      | 46      | 1,848   |
| 3 | FC Mulhouse R              | 31      | 24      | 14      | 3       | 7       | 58      | 39      | 1,487   |
| 4 | RC Strasbourg              | 30      | 24      | 13      | 4       | 7       | 64      | 42      | 1,524   |
| 5 | FC Metz R                  | 26      | 24      | 11      | 4       | 9       | 51      | 39      | 1,308   |
| 6 | RC Roubaix                 | 23      | 24      | 10      | 3       | 11      | 41      | 47      | 0,872   |
| 7 | US Valenciennes-Anzin      | 22      | 24      | 7       | 8       | 9       | 47      | 52      | 0,904   |
| 8 | Amiens AC                  | 21      | 24      | 9       | 3       | 12      | 59      | 65      | 0,908   |
| 9 | US Tourcoing               | 20      | 24      | 8       | 4       | 12      | 38      | 51      | 0,745   |
| 10 | Le Havre AC                | 19      | 24      | 8       | 3       | 13      | 48      | 61      | 0,787   |
| 11 | US servannaise et malouine | 18      | 24      | 7       | 4       | 13      | 39      | 67      | 0,582   |
| 12 | Club français R            | 17      | 24      | 5       | 7       | 12      | 43      | 73      | 0,589   |
| 13 | RC Calais                  | 15      | 24      | 5       | 5       | 14      | 31      | 56      | 0,554   |
| 14 | US suisse                  | Forfait | Forfait | Forfait | Forfait | Forfait | Forfait | Forfait | Forfait |
| - Promotion en Division Nationale 1934-1935 - Barrage pour la promotion en Division Nationale 1934-1935 - Forfait en cours de saison - R : Relégué de la Division Nationale 1932-1933 |                            |         |         |         |         |         |         |         |         |